# Liste des distinctions de Mikhaïl Gorbatchev
Mikhaïl Gorbatchev a reçu un grand nombre de prix et récompenses nationales et internationales, honorant sa contribution à la fin de la Guerre froide, son engagement pour la paix et le désarmement. La plupart de ses récompenses ont été reçues par Gorbatchev dans la décennie 1990, après ses années à la tête de l'URSS.

## Prix
| Édition         | Nom de la récompense                                                | Organisation                                                  | Réception du prix                       |
| --------------- | ------------------------------------------------------------------- | ------------------------------------------------------------- | --------------------------------------- |
| 1987            | Prix Indira Gandhi pour la paix, le désarmement et le développement | Indira Gandhi Memorial Trust                                  | 19 novembre 1988 à New Delhi, Inde      |
| 1989            | Colombe d'Or de la Paix                                             | Archivio Disarmo: Istituto di ricerche internazionali (IRIAD) | Novembre 1989 à Rome, Italie            |
| 1990            | Prix pour la paix Albert Einstein                                   | Albert Einstein Peace Prize Foundation                        | Juin 1990 à Washington, D.C, États-Unis |
| 1990            | Prix de l'homme historique                                          | Appeal of Conscience Foundation                               | Juin 1990 à Washington, D.C, États-Unis |
| 1990            | Prix spécial des quatre libertés de Roosevelt                       | Institut Franklin et Eleanor Roosevelt                        | Juin 1990 à Washington, D.C, États-Unis |
| 1991            | Prix Martin Luther King Jr. pour la paix non violente               | Centre King pour le changement social non-violent             | Juin 1990 à Washington, D.C, États-Unis |
| 1990            | Prix international Fiuggi                                           | Fondazione Fiuggi per la cultura                              | 18 novembre 1990 à Rome, Italie         |
| 1990            | Prix Nobel de la paix                                               | Comité Nobel norvégien                                        | 5 juin 1991 à Oslo, Norvège             |
| 1992            | Prix Albert Schweitzer                                              | Hugh O'Brian Youth Leadership Foundation                      | 11 mai 1992, New York, États-Unis       |
| 1992            | Prix Benjamin M. Cardoso pour la démocratie                         | École de droit B. Cardozo, Université Yeshiva                 | New York, États-Unis                    |
| 1993            | Prix Sir Winston Churchill                                          | International Churchill Society                               | Royaume-Uni                             |
| 1993            | Prix La Pleiade                                                     |                                                               | Plaisance, Italie                       |
| 1993            | Prix international du journaliste et de la littérature              |                                                               | Modene, Italie                          |
| 1993            | Prix de l'Homme de l'Année                                          | Association des petites et moyennes entreprises de Bologne    | Bologne, Italie                         |
| 1994            | Prix international Pégase d'Or                                      |                                                               | Italie                                  |
| 1994            | Prix de l'Université de Gênes                                       |                                                               | Italie                                  |
| 1997            | Prix King David                                                     |                                                               | États-Unis                              |
| 1997            | Prix Enron                                                          |                                                               | États-Unis                              |
| 1997            | Prix Wecha                                                          | Journal Polityka                                              | Pologne                                 |
| 1997            | Prix Budapest Club                                                  |                                                               | Allemagne                               |
| 1998            | Prix Komet                                                          |                                                               | Allemagne                               |
| 1998            | Prix de l'Organisation Sioniste Internationale des Femmes           |                                                               | États-Unis                              |
| 1998            | Prix National de la Liberté                                         |                                                               | États-Unis                              |
| 1999            | Prix de la Ville de Terracina                                       |                                                               | Italie                                  |
| 1999            | Prix national de la réconciliation                                  |                                                               | Italie                                  |
| 1999            | Prix Giorgio La Pira                                                |                                                               | Italie                                  |
| 1999            | Prix Ritualis                                                       |                                                               | Italie                                  |
| 1999            | Prix de l'Association Marsala pour les Études Culturelles           |                                                               | Italie                                  |
| 3 octobre 2009  | Prix Quadriga                                                       | Werkstatt Deutschland                                         | Berlin, Allemagne                       |
| 14 février 2010 | Prix de Dresde                                                      | Friends of Dresden Germany Society                            | Dresde, Allemagne                       |
| 2010            | ITA Publishers                                                      | Golden Bridge Award                                           |                                         |

## Honneurs
| Année | Honneur           | Institution                         |
| ----- | ----------------- | ----------------------------------- |
| 1992  | Citoyen d'honneur | Ville de Berlin, Allemagne          |
| 1993  | Citoyen d'honneur | Ville de Aberdeen, Royaume-Uni      |
| 1993  | Citoyen d'honneur | Le Pirée, Grèce                     |
| 1994  | Citoyen d'honneur | Ville de Florence, Italie           |
| 1995  | Citoyen d'honneur | Ville de Sesto San Giovanni, Italie |
| 1995  | Citoyen d'honneur | Village de Kardamyla, Grèce         |
| 1998  | Citoyen d'honneur | El Paso, États-Unis                 |
| 2001  | Citoyen d'honneur | Ville de Terni, Italie              |
| 2002  | Citoyen d'honneur | Ville de Dublin, Irlande            |
| 2004  | Citoyen d'honneur | Ville de Quito, Équateur            |

## Doctorathonoris causa
Mikhaïl Gorbatchev a obtenu plus d'une trentaine de doctorats honorifiques.
| Année | Université                                        | Lieu                        |
| ----- | ------------------------------------------------- | --------------------------- |
| 1990  | Université autonome de Madrid                     | Madrid, Espagne             |
| 1990  | Université complutense de Madrid                  | Madrid, Espagne             |
| 1991  | Académie russe des sciences naturelles            | Moscou, Union soviétique    |
| 1992  | Université Stanford                               | Palo Alto, États-Unis       |
| 1992  | Université de Buenos Aires                        | Buenos Aires, Argentine     |
| 1992  | Université nationale de Cuyo                      | Mendoza, Argentine          |
| 1992  | Universidade Candido Mendes                       | Rio de Janeiro, Brésil      |
| 1992  | Université du Chili                               | Santiago, Chili             |
| 1992  | Universidad Anáhuac México                        | Mexico, Mexique             |
| 1992  | Université Bar-Ilan                               | Ramat Gan, Israël           |
| 1992  | Université Ben Gourion du Néguev                  | Beer-Sheva, Israël          |
| 1992  | Université Emory                                  | Atlanta, États-Unis         |
| 1993  | Université de Virginie                            | Charlottesville, États-Unis |
| 1993  | Jepson School of Leadership Studies               | Richmond, États-Unis        |
| 1993  | Université Panteion                               | Athènes, Grèce              |
| 1993  | Université Aristote de Thessalonique              | Thessalonique, Grèce        |
| 1993  | Université de Bristol                             | Bristol, Royaume-Uni        |
| 1993  | Université de Calgary                             | Calgary, Canada             |
| 1993  | Université Carleton                               | Ottawa, Canada              |
| 1993  | Soka Gakkai International                         | Japon                       |
| 1995  | Kung Khi University                               | Corée du Sud                |
| 1995  | Université de Durnham                             | Durham, Royaume-Uni         |
| 1995  | Université nouvelle de Lisbonne                   | Lisbonne, Portugal          |
| 1997  | Université Sōka                                   | Tokyo, Japon                |
| 1998  | Université de Tromsø                              | Tromsø, Norvège             |
| 2001  | Université d'État des sciences humaines de Russie | Moscou, Russie              |
| 2002  | Trinity College                                   | Dublin, Irlande             |
| 2002  | Université Saint-Clément-d'Ohrid de Sofia         | Sofia, Bulgarie             |
| 2003  | Université Brown                                  | Providence, États-Unis      |
| 2003  | Université Nihon                                  | Tokyo, Japon                |
| 2004  | Université du Nevada à Las Vegas                  | Las Vegas, États-Unis       |
| 2005  | Université de Münster                             | Münster, Allemagne          |
| 2005  | Bethany College                                   | Lindsborg, États-Unis       |